# كارانسيبيش
كارانسيبيش هي مدينة صغيرة في أمارة بانات في رومانيا ويبلغ عدد سكان مدينة كارانسيبيش 28301 نسمة (عام 2002م ) .

## أعلام المدينة
- جيورجي بويتل .
- نيكولاي كورنيانو .
- ايوان دراغلينا .

## المياة
يمر في المدينة نهر تيميش وهو أكبر نهر في ترانسلفانيا ويبلغ طول النهر 339.7 كم .

## الحرارة
متوسط درجة الحرارة صيفا (21-23 س ) وشتاء ( -32 ) .